# Торекузо (Беневенто)
Торекузо (итал. Torrecuso) је насеље у Италији у округу Беневенто, региону Кампанија.
Према процени из 2011. у насељу је живело 1121 становника. Насеље се налази на надморској висини од 449 м.

## Становништво
Према резултатима пописа становништва 2011. у општини је живело 3.439 становника.
| 1931. | 1936. | 1951. | 1961. | 1971. | 1981. | 1991. | 2001. | 2011. |
| ----- | ----- | ----- | ----- | ----- | ----- | ----- | ----- | ----- |
| 3.637 | 3.786 | 1.881 | 3.901 | 3.310 | 3.348 | 3.521 | 3.522 | 3.439 |